# Marshall S. Carter
Vous pouvez aider à l'améliorer ou bien discuter des problèmes sur sa page de discussion.
- Il ne cite pas suffisamment ses sources. Vous pouvez indiquer les passages à sourcer avec {{référence nécessaire}} ou {{Référence souhaitée}}, et inclure les références utiles en les liant aux notes de bas de page. (Marqué depuis avril 2024)
- Certaines informations devraient être mieux reliées aux sources mentionnées dans la bibliographie ou les liens externes. Améliorez sa vérifiabilité en les associant par des références. (Marqué depuis avril 2024)

- Archive Wikiwix
- Bing
- Cairn
- DuckDuckGo
- E. Universalis
- Gallica
- Google
- G. Books
- G. News
- G. Scholar
- Persée
- Qwant
- (zh) Baidu
- (ru) Yandex
- (wd) trouver des œuvres sur Wikidata

Marshall S. Carter est un officier de l'armée de terre des États-Unis d'Amérique né le 16 septembre 1909 à Fort Monroe (Virginie) et mort le 18 février 1993 à Colorado Springs (Colorado).
Il est diplômé en 1931 l'Académie militaire de West Point et obtient un master du Massachusetts Institute of Technology (MIT) en 1936.
De 1962 au 28 avril 1965, lieutenant général, il est directeur-adjoint de la Central Intelligence Agency.
De 1965 à 1969, il est directeur de la NSA (National Security Agency).